# 彤貴妃
彤貴妃（とうきひ、転写：jaksangga guifei)、嘉慶22年（1817年）4月19日 - 光緒元年（1875年）は、清の道光帝の側室。満洲正黄旗の出身。姓は舒穆魯（シュムル）氏。父は戸部銀庫郎中玉彰の娘。

## 生涯
道光11年（1831年）、后妃選定面接試験「選秀女」を受けて合格し、彤貴人に封ぜられた。
道光12年（1832年）、彤嬪に冊封される。
道光14年（1834年）、全皇貴妃鈕祜禄氏が皇后に立てられた際、彤妃に冊封される。
道光16年 (1836年) 、彤貴妃に冊封される。
道光20年（1840年）、皇七女を産む。
道光21年（1841年）皇八女寿禧和碩公主を産む。
道光24年（1844年）、皇十女を産む。
同年、彤貴妃の住む咸福宫に仕える宦官李得喜の部屋から彤貴妃が道光帝から賜ったものが見つかったことで、道光帝の逆鱗に触れ、彤貴人に降格され、その直後、皇七女が天然痘で夭折する。
道光25年（1845年）、皇十女が夭折する。
道光30年（1850年）、道光帝の崩御により即位した咸豊帝により、皇考彤嬪に尊封される。
咸豊11年（1861年）、彤妃に尊封される。
同治13年（1873年）、彤貴妃に尊封される。
光緒元年（1875年）、逝去。慕陵の妃園寝に陪葬された。

## 子女
- 皇七女
- 皇八女寿禧和碩公主
- 皇十女

## 登場作品
- 香港：テレビドラマ『万凰之王』